# Ђорђе Радојичић
Ђорђе Сп. Радојичић (Београд, 19. август 1905 — Београд, 28. јануар 1970) био је српски историчар старе српске књижевности, професор Филозофског факултета у Новом Саду и академик.

## Образовање и академска каријера
Ђорђе Сп. Радојичић је рођен у старој београдској породици од оца Спасоја и мајке Злате. Отац је био професор универзизете, где је предавао трговачко право, наставник младом намеснику Александру Карађорђевићу, државни саветник; касациони судија . Школовао се у Београду где је дипломирао 1929. године на Групи за историју Филозофског факултета у Београду. Још током студија почео је да се бави научним радом. Од 1923. до 1924. године био је секретар института Универзитета у Београду који се бавио сакупљањем архивске грађе за период од 1910. до 1918. године. Обављао је већи број делатности у установама културе и образовања: књижничар историјског одељења Српског семинара (1924—1929), асистент на Универзитету (1929—1933), библиотекар Народне библиотеке (1934—1945), научни сарадник Института за проучавање књижевности Српске академије наука (1948—1951). На Филозофском факултету у Новом Саду радио је као редовни професор на катедрама за историју и југословенску књижевност.
Дописни члан САНУ од 1955, а редовнои од 1965. године. Од 1968. године је живео у Београду као професор универзитета у пензији.

## Научни рад
Од младости је свој рад посветио српској средњовековној историји и српској средњовековној књижевности. Више година је провео истраживајући архив Хиландара и других манастира. Резултат тог рада биле су бројне расправе, студије и чланци из средњовековне историје и средњовековне књижевности (њих више стотина), затим две антологије—Антологија старе српске књижевности (XI—XVIII) из 1960. и Старо српско песништво (IX—XVIII) из 1966. године. Његови бројни радови значајно су унапредили знања о старој српској књижевности, историји српске цркве у средњем веку и уопште о историји средњовековне Србије. Својим антологијама приближио је мало познату стару српску књижевност широј читалачкој публици.
Још током студија објављивао је радове у богословским и другим часописима (1924) углавном се концетришући на уске теме. Тако је писао о архиепископу Сави II, једном поглављу из Житија деспота Стефана Лазаревића од Константина Филозофа, будимљанским епископима у средњем веку и слично. У књизи Стари српски књижевници XVI—XVII века. Расправе и чланци објавио је студије о монахињи Јефимији, архиепископу Данилу II, епископу Марку. Важан датум у историји српске књижевности је облављивање његове Антологије старе српске књижевности (1960). Ту је дао избор текстова са преводима, коментарима и објашњењима уз кратке биографије писаца. Она је била значајна како за стручњаке тако и за широку читалачку публику. У књизи Развојни лук старе српске књижевности (1962) дао је преглед својих дотадашњих истраживања на пољу историје спрске књижевности. Антологија старог српског песништва такође је представљала значајан прилог популарисању српске књижевне баштине.
У књигама Творци и дела старе српске књижевности (1963) и Књижевна збивања и стварања код Срба у средњем веку и у турско доба (1967) дао је избор из својих научних радова објављених у бројним часописима. У Поговору књиге Творци и дела наводи како је прикупљене радове средио и прилагодио колико је могао а да они представљају резултат његовог вишегодишњег рада у бројним збиркама рукописа (манастир Тројица пљеваљска, Цетињски манастир, Пећка патријаршија, Дечани, Хиландар, Софија, Ватикан, Народна библиотека у Београду). Текстови у овој књизи изнети су по хронологији тема којима су се бавили од твораца српске писмености, преко Стефана Првовенчаног, архиепископа Данила, косовских списа, Димитрија Кантакузина као и о многим другим темама из историје српске средњовековне књижевности.
Поводом четрдесетогодишњице рада објавио је књигу Књижевна збивања и стварања код Срба у средњем веку и у турско доба. На крају књиге у тексту под насловом После четрдесет година изнео је своја сећања на личности које су пресудно утицале на његово формирање као научника Станоја Станојевића, Владимира Ћоровића, Јована Радонића, Павла Поповића и других, затим о преписци са истакнутим научницима Николом Радојчићем и Виктором Новаком. У књизи су објављени само књижевноисторијски радови док су историјски радови објављени у другој књизи. Као и претходну и ову књигу чине радови тематски и хронолошки изузетно разноврсни (шудиковски знаци, епска песма о Владимиру и Косари, српским биографима, старој српској музици, Пајсију). Посебно је из ове књиге значајна расправа Доба постанка и развој старих српских родослова где пружа нова сазнања о времену и месту псотанка српских родослова.
Значајни је и његова студија Југословенска средњовековна књижевност (1963) као и преглед Југословенска стара књижевност објављена постхумно 1973. године. Његова истраживачка интересовања привлачила су и југословенско-руске књижевне везе до почетка 18. века као и стари руски писци од 15. до 17. века.

## Одабрана дела
- Радојичић, Ђорђе С. (1940). „О Поменику Св. Богородице Левишке”. Старинар. 15: 43—69.
- Радојичић, Ђорђе С. (1948). „Доба постанка и развој старих српских родослова”. Историски гласник. 2 (2): 21—36.
- Радојичић, Ђорђе С. (1960). „Исписи из Поменика цркве Богородице Љевишке у Призрену”. Гласник Етнографског института. 9: 31—36.
- Радојичић, Ђорђе С. (1966). „О византијској теми Србији из XI века (према сведочанству два печата стратега византијског Константина Диогена)”. Глас САНУ. 268 (13): 1—8.